# The Cave of the Storm Nymphs
The Cave of the Storm Nyphms (em português: A Caverna das Ninfas da Tempestade) é um pintura do artista britânico Edward Poynter que retrata três sereias ou ninfas da mitologia grega nuas que atraem marinheiros para a morte. Poynter pintou duas versões, uma em 1902 e a outra em 1903, com diferenças mínimas entre elas. A original está localizada no Museu Hermitage em Norfolk, no estado da Virgínia e a outra está em uma coleção privada pertencente a Sir Andrew Lloyd Webber. Uma das ninfas retratadas está tocando uma lira de cordas douradas em forma de concha, enquanto as outras duas admiram o naufrágio do navio ao fundo com a intenção de pilhar seus tesouros e levá-los para sua caverna.
Em 1901, Poynter esboçou um preparatório para a pintura que está localizado na Galeria Nacional do Canadá. O estudo foi doado da coleção de Dennis T. Lanigan para a Galeria em 2007.